# Pimentel
Pimentel – miejscowość i gmina we Włoszech, w regionie Sardynia, w prowincji Sud Sardynia.
Według danych na rok 2004 gminę zamieszkuje 1238 osób, 88,4 os./km². Graniczy z Barrali, Guasila, Ortacesus i Samatzai.